# 5877 Toshimaihara
5877 Toshimaihara (tên chỉ định: 1990 FP) là một tiểu hành tinh vành đai chính. Nó được phát hiện bởi Eleanor F. Helin ở Đài thiên văn Palomar ở Quận San Diego, California, ngày 23 tháng 3 năm 1990. Nó được đặt theo tên Toshinori Maihara, một giáo sư ở Đại học Kyoto.